# Rebeca Moreno
Rebeca Eugenia Moreno Carrera (San Salvador, 17 de junio de 1986) es una reina de belleza de El Salvador que ganó el concurso Nuestra Belleza El Salvador Universo 2008 (equivalente a Miss El Salvador) en 2008.

## Biografía
Nació en San Salvador, el 17 de junio de 1986. Ella estudia licenciatura en matemáticas. De acuerdo a la página oficial de Miss Universo sus hobbies son: bailar, escuchar música, ir al cine y salir con sus primos y amigos. Ella fue la concursante de más baja estatura del concurso (1.60 cm), y ganó el título de Miss Símpatía, siendo la segunda representante de El Salvador en ganarlo.